# Квинсленд
Квинсленд (енгл. Queensland) је друга, по површини коју заузима, држава Аустралије, док је по броју становника 2. Налази се на североистоку континента. Граничи се са Северном територијом на западу, Јужном Аустралијом на југозападу, Новим Јужним Велсом на југу, док границу на истоку и североистоку чини Велики корални гребен, односно Корално море.

## Демографија
Према подацима из 2020. број становника у Квинсленд износио је 5 171 505. Од целокупног броја процењује се да у Бризбејну и његовој околини живи негде око 55% целокупног становништва.

## Религије
Према најновијим подацима у Квинсленду је највише заступљено хришћанство и то са чак 70,9%. Овако изгледа религијска структура:
- Хришћанство: 70,9%
  - Римокатоличка црква – 24,9%
  - Англиканска црква – 22,3%
  - Протестантска црква – 8,4%
  - Лутеранизам – 2,1%
  - Остале хришћанске верске заједнице – 13,2%
- Будизам – 1,1%
- Ислам – 0,4%
- Хиндуизам – 0,3%
- Јудаизам – 0,1%
- Остале не хришћанске верске заједнице – 0,4%
- Атеисти – 14,8%
- Неизјашњени – 12,0%
- Политеизамске религије – заступљене код понеких Абориџина.